# Maybach Exelero
El Maybach Exelero es un prototipo de automóvil superdeportivo de lujo, presentado en abril de 2005. Tiene un motor de gasolina V12 biturbo que desarrolla 700 CV (690 HP; 515 kW) y espacio para dos pasajeros. El diseño fue encargado a Fulda Tyres. Fulda está utilizando este modelo como vehículo de referencia para probar la nueva generación de neumáticos anchos. La marca creó este modelo único desde una interpretación moderna de sus legendarios coches aerodinámicos de los años 1930. Hay varias alusiones a su histórico predecesor, basado en un potente modelo Ferrari, en este caso el Maybach SW 38, que también fue empleado por Fulda para su prueba de neumáticos.